# Autorización Ambiental Integrada
La Autorización Ambiental Integrada (AAI) es  una resolución que permite explotar la totalidad o parte de una instalación industrial bajo determinadas condiciones en España. Está definida en el artículo 3 de la Ley 16/2002 (Ley IPPC), del 1 de julio, como “la resolución del órgano competente de la Comunidad Autónoma en la que se ubique la instalación, por la que se permite, a los solos efectos de la protección del medio ambiente y de la salud de las personas, explotar la totalidad o parte de una instalación, bajo determinadas condiciones destinadas a garantizar que la misma cumple el objeto y las disposiciones de esta Ley.”
La AAI aglutina diversas autorizaciones que las empresas tenían que solicitar por separado:
- Autorización de actividad potencialmente contaminadora de la atmósfera.
- Autorización de producción y gestión de residuos.
- Autorización de vertidos a las aguas continentales.
- Autorización de vertidos desde tierra al mar.
- Otras exigencias contenidas en la legislación sectorial aplicables a distintos sectores industriales.

Su objetivo es proteger al medio ambiente en su conjunto, aplicando los principios de prevención y control ambiental de una forma integrada, con el fin de impedir la transferencia de contaminación de un medio a otro. Para ello impone específicamente para cada instalación valores límite en todos los vectores ambientales (atmósfera, aguas, ruidos, residuos, suelos…), así como planes de vigilancia al respecto.
El Anexo 1 de la Ley 16/2002 contiene un listado en el que se definen los tipos de actividades y las capacidades mínimas de producción que hacen obligatorio solicitar una AAI. Instalaciones existentes tenían que solicitar la autorización antes del 1 de enero de 2007, para instalaciones nuevas es obligatorio solicitarla antes de su construcción, montaje, explotación o traslado. El órgano competente tiene un plazo de 10 meses para decidir sobre el otorgamiento.
En este permiso se fijarán las condiciones ambientales que se exigirán para la explotación de las instalaciones y se especificarán los valores límite de emisión de sustancias contaminantes, que se basarán en las mejores técnicas disponibles, todo ello teniendo en consideración las características técnicas de la instalación, su implantación geográfica y las condiciones locales del medio ambiente. 
Para facilitar la aplicación de las anteriores medidas, se establece un sistema de intercambio de información entre la Comisión Europea y los Estados miembros sobre las principales emisiones contaminantes y las fuentes responsables de las mismas y sobre las mejores técnicas disponibles. La Decisión de Ejecución de la Comisión 2012/119/UE establece las normas sobre este intercambio de información, conocido como ¨proceso de Sevilla¨ y sobre la elaboración de los documentos de referencia sobre las mejores técnicas disponibles (MTD), denominados BREF, 

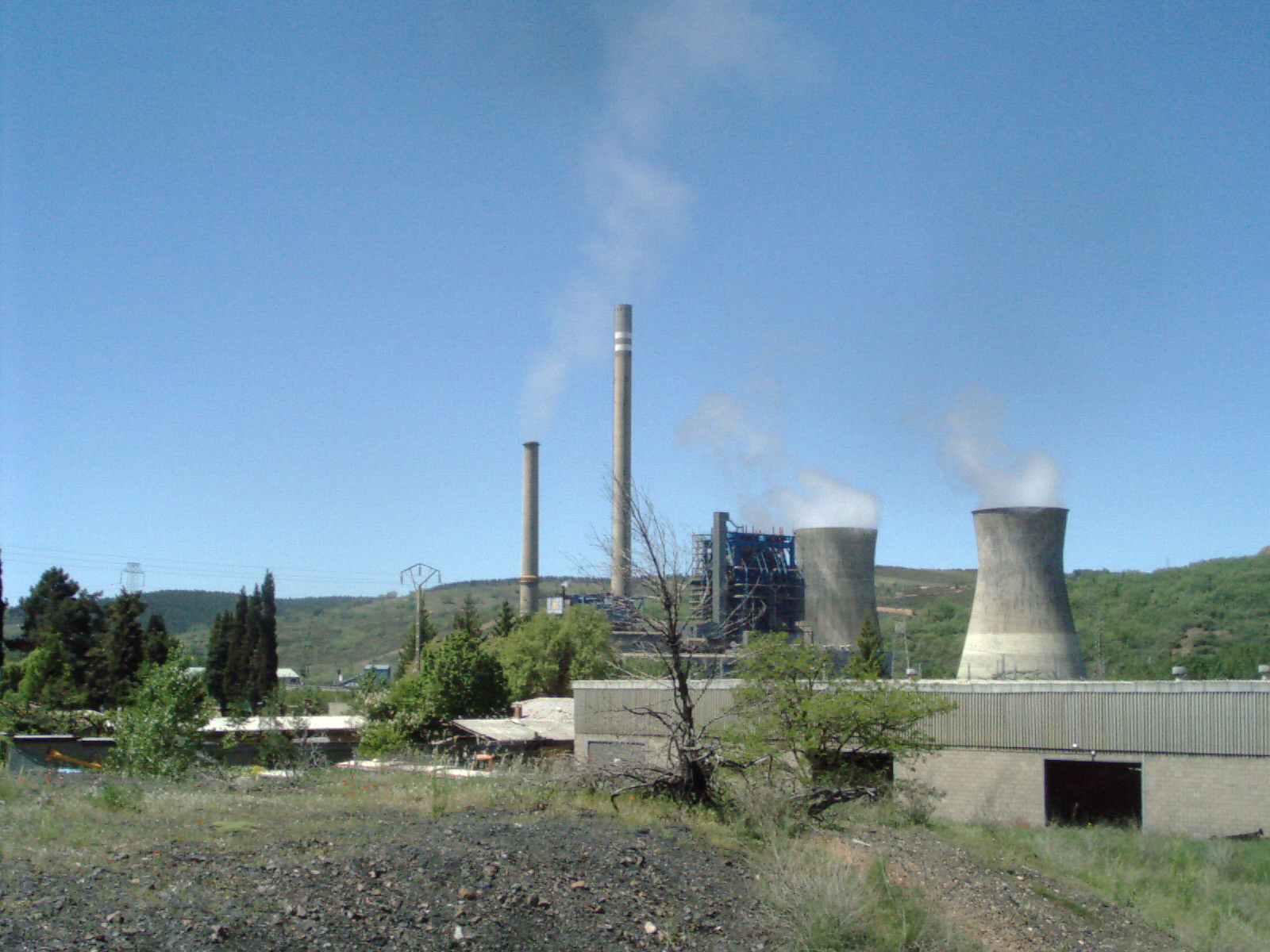
Instalación IPPC

## Antecedentes
Desde que en 1967 se aprobó la primera Directiva de carácter ambiental, la protección y conservación del medio ambiente ha sido una de las principales inquietudes de la Comunidad Europea, hasta tal punto que ha terminado incorporándose a los Tratados como una verdadera política comunitaria, cuyo principal objetivo es el de prevención, de acuerdo con las previsiones de los sucesivos programas comunitarios de acción en materia de medio ambiente y desarrollo sostenible.
Una de las actuaciones más ambiciosas que se han puesto en marcha en la Unión Europea, para la aplicación del principio de prevención en el funcionamiento de las instalaciones industriales más contaminantes, ha sido la aprobación de la Directiva 96/61/CE, del Consejo, de 24 de septiembre, relativa a la prevención y al control integrado de la contaminación, mediante la que se establecen medidas para evitar, o al menos reducir, los residuos y las emisiones de estas actividades en la atmósfera, el agua y el suelo. 
La incorporación al ordenamiento interno español de la mencionada Directiva 96/61/CE se lleva a cabo, con carácter básico, mediante la Ley 16/2002, del 1 de julio, de prevención y control integrado de la contaminación, cuyos preceptos tienen el carácter de legislación básica estatal. Esta ley ha sido desarrollada por el Real Decreto 508/2007, de 20 de abril, por el que se regula el suministro de  información sobre emisiones del Reglamento E-PRTR y de las autorizaciones ambientales  integradas, y por el Real Decreto 509/2007, de 20 de abril, por el que se aprueba el  Reglamento para el desarrollo y ejecución de la Ley 16/2002, de 1 de julio, de prevención y control integrados de la contaminación. 
Con el objeto de responder a la necesidad de mejoras de la salud pública y ambientales, asegurando la innovación tecnológica, la Unión Europea ha aprobado una nueva Directiva sobre esta materia, la  Directiva 2010/75/UE, del Parlamento Europeo y del Consejo, de 24 de noviembre, sobre  las emisiones industriales, la cual ha introducido diversas modificaciones en la legislación de prevención y control integrados de la contaminación. 
Estas modificaciones que incluye la nueva Directiva 2010/75/UE, se han  incorporado al ordenamiento español a través de la Ley 5/2013, de 11 de junio, por la que se modifica la Ley 16/2002 y la Ley 22/2011, y el Real Decreto 815/2013, de 18 de octubre, por el que se aprueba el Reglamento de emisiones industriales.  